# Дослідне (Берестинський район)
Дослідне — селище в Україні, у Красноградській міській громаді Берестинського району Харківської області. Населення — 436 осіб.

## Географія
Селище Дослідне розташоване за 2 км від міста Берестин та річки Берестова. Поруч із селищем пролягає залізнична лінія Полтава — Лозова, на якій знаходиться пасажирський зупинний пункт Федючкове (за 1 км).

## Історія
Селище засноване у 1910 році.

## Населення
За переписом УРСР 1989 року чисельність наявного населення селища становила 396 осіб, з яких 190 чоловіків та 206 жінок.
За переписом населення України 2001 року в селищі мешкала 431 особа.

### Мова
Розподіл населення за рідною мовою за даними перепису 2001 року:
| Мова       | Відсоток |
| ---------- | -------- |
| українська | 87,84 %  |
| російська  | 11,47 %  |
| білоруська | 0,46 %   |
| інші       | 0,23 %   |